# Villorba Rugby (féminines)
Actualités
Le Villorba Rugby est un club féminin de rugby à XV basé à Villorba, en Vénétie. Fondé en 2016, il évolue en première division. L’emblème du club est le hérisson. Comme souvent en Italie, le nom du sponsor principal est accolé à celui du club, aussi il est parfois appelé « Arredissima Villorba ».
Le club dispose d'équipes féminines dans toutes les catégories d'âge. Ses joueuses sont souvent présentes dans les diverses sélections nationales.

## Histoire
Le club est fondé en 2016 à la suite des efforts de plusieurs sœurs de joueurs de la section masculine. Il résulte d'une synergie entre les clubs locaux qui ont regroupé leurs ressources autour de Villorba, qui a su fédérer les énergies notamment celles du club de Casale où évoluait la future capitaine et internationale Sara Barattin.
L'équipe est inscrite en première division et termine la saison 2016-17 à une honorable 5e place.
La dynamique est bonne car la saison suivante, déjà les Ricce atteignent les demi-finales du championnat (défaite contre Colorno). Et dès 2018-19, Villorba remporte son premier scudetto face au Valsugana.
L'élan semble rompu par les deux années blanches dues à la pandémie de Covid-19. Mais dès la reprise de la compétition, Villorba se hisse à deux reprises en finale, les deux perdues contre les ValsuGirls,.
À l'orée du Tournoi des Six Nations 2024, le club voit six de ses joueuses sélectionnées. Au mois de mai, le club remporte son deuxième scudetto contre le Valsugana Padoue. Alyssa D'Incà est élue joueuse de l'année et joueuse de la finale.
En début de saison 2024-2025, six joueuses sont appelées pour disputer le WXV en Afrique du Sud. Au mois d'avril, les Ricce remportent la coupe d'Italie (disputée pendant le Six nations) face à Colorno. Le mois suivant, elles remportent leur troisième titre national face au Valsugana Padoue.

## Palmarès
- Vainqueures du championnat d'Italie en 2019, 2024 et 2025
- Vainqueures de la coupe d'Italie en 2024 et 2025

| Saison    | Classement | Compétition   | Pts            | MJ             | V              | N              | D              | Phase finale                              |
| --------- | ---------- | ------------- | -------------- | -------------- | -------------- | -------------- | -------------- | ----------------------------------------- |
| 2016-2017 | 5e poule 1 | Serie A       | 33             | 16             | 6              | 1              | 9              | non qualifiées                            |
| 2017-2018 | 3e poule 1 | Serie A       | 73             | 18             | 15             | 0              | 3              | Demi-finalistes (8-34 contre Colorno)     |
| 2018-2019 | 2e poule 1 | Serie A       | 79             | 18             | 16             | 0              | 2              | Championnes (18-15 contre le Valsugana)   |
| 2019-2020 | 2e poule 1 | Serie A       | 45             | 10             | 9              | 0              | 1              | Saison interrompue (pandémie de Covid-19) |
| 2020-2021 | -          | Serie A       | saison annulée | saison annulée | saison annulée | saison annulée | saison annulée | saison annulée                            |
| 2021-2022 | 2e poule 1 | Serie A       | 40             | 10             | 8              | 0              | 2              | Finalistes (10-27 contre le Valsugana)    |
| 2022-2023 | 2e         | Eccellenza    | 54             | 14             | 11             | 0              | 3              | Finalistes (3-28 contre le Valsugana)     |
| 2023-2024 | 2e         | Serie A Élite | 46             | 12             | 10             | 0              | 2              | Championnes (19-12 contre le Valsugana)   |
| 2024-2025 | 1er        | Serie A Élite | 58             | 14             | 11             | 1              | 2              | Championnes (15-5 contre le Valsugana)    |

## Joueuses notables
- Sara Barattin
- Beatrice Capomaggi
- Micol Cavina
- Alyssa D'Incà
- Laura Gurioli
- Aura Muzzo
- Emanuela Stecca